# VGTRK
VGTRK (på ryska ВГТРК - Bсероссийская государственная телевизионная и радиовещательная компания) är ett ryskt TV-bolag som driver tre nationella och internationella ryska TV-kanaler, samt fem nationella radiokanaler.

## TV-kanaler
- Ryssland 1 (Россия 1)
- Ryssland 2 (Россия 2)
- Ryssland 24 (Россия 24)
- Ryssland K (Россия К)
- Planeta RTR (Планета-РТР) är den internationella versionen av TV-kanalen Ryssland 1/Ryssland K.

## Fotnoter
1. ↑  no value  .[källa från Wikidata]
2. ↑  Grid, GRID-ID: ID PROPOSAL VOID.[källa från Wikidata]